# Alesso
Алесандро Ренато Родолфо Линдбалд (швед. Alessandro Renato Rodolfo Lindblad; Стокхолм, 7. јул 1991), познатији као Alesso, шведски је ди-џеј и музички продуцент.

## Биографија
Рођен је у Стокхолму и син је шведских и италијанских родитеља. Са 7 година је почео да свира клавир, али се са 16 година заинтересовао за електронску денс музику. Стекао је славу 2010. године када је издао Alesso EP. Почетком 2011. Себастијан Ингросо из групе Swedish House Mafia контактирао га је и питао да ли жели да сарађују. Упознао га је са ди-џејингом и помогао му с продукцијом неколико песама. Постао му је ментор ког назива „великим братом”.

## Дискографија
- (2015)